# Problepsis discophora
Problepsis discophora är en fjärilsart som beskrevs av Johann Heinrich Fixsen 1887. Problepsis discophora ingår i släktet Problepsis och familjen mätare. Inga underarter finns listade i Catalogue of Life.